# 伊塔拉
伊塔拉（義大利語：Itala），是意大利西西里大区墨西拿廣域市的一个市镇。总面积10平方公里，人口1662人，人口密度166.2人/平方公里（2009年）。ISTAT代码为083036。